# Debub
Debub (Tigrinya: ዞባ ደቡብ, Debub; Arabisch: المنطقة , الجنوبية, Al Janūbī) is een van de zes regio's (zoba's) van Eritrea. Debub - de zuidelijke regio - ligt in het zuiden van Eritrea, heeft een oppervlakte van 8000 km² en heeft 952.100 inwoners (2005). De hoofdstad is Mendefera (voorheen Adi Ugri).

## Subregio's
De 12 subregio's (sub-zoba's) van Debub zijn genoemd naar hun hoofdplaatsen :  
- Adi Keyh
- Adi Kwala
- Areza
- Dbarwa
- Dekemhare
- Emni Haili
- Mai-Aini
- Mai-Mne
- Mendefera
- Segeneiti
- Senafe
- Tserona

Maekel · Debub · Gash-Barka · Anseba · Semenawi Keyih Bahri · Debubawi Keyih Bahri